# المزرعة السعيدة
المزرعة السعيدة كانت لعبة كثيفة اللاعبين على الإنترنت (MMOG) مثبتة على منصات الشبكات الاجتماعية, تعتمد بشكلٍ أساسي على محاكاة أنشطة الزراعة وإدارة المزارع. في الغالب يتمركز أغلب مستخدميها في بر الصين الرئيسي وتايوان. وبشكلٍ عام تعتبر هذه اللعبة أكثر ألعاب الـMMOG شهرةً من حيث عدد اللاعبين, حيث وصل عدد اللاعبين في ذروة شهرتها إلى 23 مليون لاعب نشط يوميًا, يقوم بالتسجيل يوميًا.
تم تطوير اللعبة من قبل شركة تطوير الألعاب الصينية 5 دقائق, حيث اكتمل تطويرها في مايو 2008, وتجربتها تمت في يوليو من نفس السنة, ليتم إصدارها في اواخر عام 2008. تتيح اللعبة للمستخدمين بزراعة المحاصيل, والتجارة مع الزملاء, وبيع المنتجات, والسرقة من الجيران. استُوحت اللعبة من لعبة الفيديو اليابانية هارفست مون.
توقفت اللعبة رسمياً في 25 سبتمبر 2017.

## الاستقبال
في ذروة شعبيتها, كان هناك 23 مليون مستخدم نشط يوميًا, يقومون بتسجيل الدخول إلى اللعبة كل 24 ساعة على الأقل. وتشير التقديرات إلى أن ما يقرب من 15 مليون عامل ذوي الياقات البيضاء في المناطق الحضرية قضوا أكثر من خمس ساعات يوميًا في Happy Farm.  ونظرًا لشعبيتها, حدد مستضيف اللعبة, كيو كيو, عدد اللاعبين الجدد يوميًا عند 2 مليون.
وقد استخدمت العديد من الألعاب اللاحقة آليات لعب مشابهة, مثل Sunshine Farm و Happy Farmer و Happy Fishpond و Happy Pig Farm . ألهمت Happy Farm العديد من ألعاب الشبكات الاجتماعية الزراعية الأخرى, بما في ذلك فارم فل؛ بالإضافة إلى محاكاة ساخرة مثل Jungle Extreme و Farm Villain. أدرجت وايرد لعبة المزرعة السعيدة في قائمتها "أكثر 15 لعبة تأثيرًا في العقد" في المرتبة 14, لتأثيرها الكبير على ألعاب الشبكات الاجتماعية, وخاصةً "إلهامها لعشرات النسخ المقلدة من فيسبوك", وأكبرها FarmVille من زينغا . في عام 2009, أصدر مطورو Harvest Moon مارفيلوس أخيرًا لعبة الشبكة الاجتماعية الزراعية الخاصة بهم, Bokujo Monogatari, للموقع الياباني ميكسي.